# Biophytum falcifolium
Biophytum falcifolium är en harsyreväxtart som beskrevs av A. Lourteig. Biophytum falcifolium ingår i släktet Biophytum och familjen harsyreväxter. Inga underarter finns listade i Catalogue of Life.